# Diadegma nigridens
Diadegma nigridens là một loài tò vò trong họ Ichneumonidae.